# Као-ван
Као-ван (кит. трад.: 考王; піньїнь: Kǎo) — 19-й ван Східної Чжоу, син Чженьдін-вана. Прийшов до влади після вбивства свого брата Си-вана.
За його правління домен Чжоубуло розділено на дві частини: Сі Чжоу (Західне Чжоу) і Дун Чжоу (Східне Чжоу). В останньому правив Као-ван, але його влада поширювалася лише на столицюЛої та околиці. В Сі Чжоу став володарем брат Као-вана — Хуангун-ґун. Спадкував йому Вейле.